# Fallin' Light
Fallin' Light es el tercer álbum de estudio y el primero en japonés del grupo femenino surcoreano GFriend . Fue lanzado en Japón por King Records el 13 de noviembre de 2019, como el segundo álbum japonés del grupo. Alcanzó el puesto número 7 en la lista de álbumes de Oricon.  Además se lanzó un video musical para promocionar el sencillo principal "Fallin 'Light (Tenshi no Hashigo)".

## Antecedentes y lanzamiento
En un concierto en Tokio el 21 de marzo, de la gira de primavera “BLOOM” realizada en Japón en marzo de 2019, se anunció que GFRIEND lanzaría un álbum en Japón en agosto, pero se pospuso hasta el 29 de julio.  El 6 de septiembre de 2019, se anunció el lanzamiento del álbum al confirmar el título y la fecha de lanzamiento del álbum. 
El 7 de octubre se lanzaron la imagen de portada del álbum y la imagen pagada como privilegio de compra por cada tienda junto con el contenido grabado de un total de 11 canciones. Posteriormente, el 23 y 26 de octubre, se lanzó el primer y segundo video teaser del video musical de la canción principal 'Fallin' Light (天使の梯子)', respectivamente.  El 30 de octubre, comenzaron las descargas digitales de la canción principal,  y se lanzó un video musical.

## Lista de canciones
| N.º   | Título                                                           | Escritor(es)                | Arreglos                      | Duración |  |
| 1.    | «Fallin' Light (Tenshi no Hashigo)» (Fallin' Light (天使の梯子)) | Iggy, SYB                   | Iggy, SYB, Carlos K.          | 3:41     |  |
| 2.    | «Emotional Days»                                                 | Carlos K.                   | Carlos K.                     | 3:13     |  |
| 3.    | «Memoria»                                                        | Carlos K.                   | Carlos K., Ryo 'Lefty' Miyata | 4:10     |  |
| 4.    | «Koi no Hajimari» (恋の始まり;)                                  | Noh Joo-hwan                | Noh Joo-hwan, Kim Jung-woo    | 3:21     |  |
| 5.    | «Flower»                                                         | 13                          | 13                            | 3:38     |  |
| 6.    | «My My My!»                                                      | Jang Jung-woo (of MI.O)     | Jang Jung-woo (of MI.O)       | 3:20     |  |
| 7.    | «Yoru (Time for the Moon Night)»                                 | Noh Joo-hwan, Funk Uchino   | Noh Joo-hwan, Lee Won-jong    | 3:49     |  |
| 8.    | «Sunrise»                                                        | Noh Joo-hwan, Anan          | Noh Joo-hwan, Lee Won-jong    | 3:41     |  |
| 9.    | «La Pam Pam»                                                     | Jang Jung-woo (of MI.O)     | Jang Jung-woo (of MI.O)       | 3:37     |  |
| 10.   | «Beautiful»                                                      | Kanata Okajima              | Carlos K.                     | 3:37     |  |
| 11.   | «My Buddy»                                                       | Heuktae, Funk Uchino, Grace | Heuktae                       | 3:34     |  |
| 39:47 |                                                                  |                             |                               |          |  |

## Posicionamiento en listas
| Listas (2019)            | Mejor posición |
| ------------------------ | -------------- |
| Japanese Albums (Oricon) | 7              |